# ماتیلدا ماتوشکووا-شینووا
ماتیلدا ماتوشکووا-شینووا (چکی: Matylda Matoušková-Šínová؛ زادهٔ ۲۹ مارس ۱۹۳۳) ژیمناست هنری اهل جمهوری چک بود.